# Penrith City
Koordinaten: 33° 45′ S, 150° 42′ O

Penrith City ist ein lokales Verwaltungsgebiet (LGA) im australischen Bundesstaat New South Wales. Penrith gehört zur Metropole Sydney, der Hauptstadt von New South Wales. Das Gebiet ist 404,7 km² groß und hat etwa 218.000 Einwohner.
Penrith liegt am Westrand von Sydney etwa 40 bis 55 km vom Stadtzentrum entfernt. Das Gebiet beinhaltet 41 Stadtteile: Caddens, Cambridge Gardens, Cambridge Park, Castlereagh, Claremont Meadows, Colyton, Cranebrook, Emu Heights, Emu Plains, Erskine Park, Glenmore Park, Jamisontown, Jordan Springs, Kingswood, Leonay, Llandilo, Londonderry, Mount Vernon, Mulgoa, North St Marys, Orchard Hills, Oxley Park, Penrith, South Penrith, Regentville, St Clair, Werrington, Werrington County, Werrintong Downs und Teile von Agnes Banks, Badgerys Creek, Berkshire Park, Eastern Creek, Kemps Creek, Luddenham, Marsden Park, Melonba, Minchinbury, St Marys, Wallacia und Windsor Downs. Der Verwaltungssitz des Councils befindet sich im Stadtteil Penrith im Westen der LGA.

## Verwaltung
Der Penrith City Council hat 15 Mitglieder, die von den Bewohnern der drei Wards gewählt werden (je fünf aus South, East und North Ward). Diese drei Bezirke sind unabhängig von den Ortschaften festgelegt. Aus dem Kreis der Councillor rekrutiert sich auch der Mayor (Bürgermeister) des Councils.

## Söhne und Töchter der Stadt
- Richard Benaud (1930–2015), Cricketspieler und Sportkommentator
- Sarah-Grace Williams (* 1977), Dirigentin
- Matthew Nielsen (* 1978), Basketballspieler
- Nathan Rennie (* 1981), Mountainbike-Profi
- Alexandra Feeney (* 1989), Bogenschützin
- Celia Sullohern (* 1992), Leichtathletin
- Melissa Wu (* 1992), Wasserspringerin
- Jake Packard (* 1994), Schwimmer
- Brad Smith (* 1994), Fußballspieler
- Joshua Azzopardi (* 1999), Sprinter
- Kristie Edwards (* 2000), Sprinterin
- Dane Sweeny (* 2001), Tennisspieler
- Nicolas Milanovic (* 2001), Fußballspieler

## Klima
|                       | Jan  | Feb  | Mär  | Apr  | Mai  | Jun  | Jul  | Aug  | Sep  | Okt  | Nov  | Dez  |   |      |
| Mittl. Tagesmax. (°C) | 30,7 | 29,5 | 27,5 | 24,5 | 21,0 | 18,2 | 17,7 | 19,9 | 23,3 | 25,6 | 27,1 | 29,4 | ⌀ | 24,5 |
| Mittl. Tagesmin. (°C) | 18,3 | 18,4 | 16,6 | 13,0 | 9,6  | 6,7  | 5,5  | 6,3  | 9,4  | 12,1 | 14,8 | 16,9 | ⌀ | 12,3 |

| 18,3 |

| 18,4 |

| 16,6 |

| 13,0 |

| 9,6 |

| 6,7 |

| 5,5 |

| 6,3 |

| 9,4 |

| 12,1 |

| 14,8 |

| 16,9 |

| 18,3 |

| 18,4 |

| 16,6 |

| 13,0 |

| 9,6 |

| 6,7 |

| 5,5 |

| 6,3 |

| 9,4 |

| 12,1 |

| 14,8 |

| 16,9 |